# Йозеф фон Рехберг
Йозеф Бернхард Николаус Алберт фон Рехберг (на немски: Joseph Bernhard Nikolaus Albert von Rechberg; * 22 октомври 1885, Вайсенщайн; † 30 май 1967, дворец Донцдорф) е граф от благородническия швабски род Рехберг-Ротенльовен в Хоенрехберг (при Швебиш Гмюнд). Той е наследствен член на Първата камера във Вюртемберг.

## Биография
Той е син (осмото дете) на граф Ото фон Рехберг (1833 – 1918) и втората му съпруга принцеса Тереза Катарина Амалия Елиза Леополдина Констанца фон Хоенлое-Валденбург-Шилингсфюрст (1851 – 1923), дъщеря на княз Фридрих Карл Йозеф фон Хоенлое-Валденбург-Шилингсфюрст (1814 – 1884) и принцеса Тереза фон Хоенлое-Шилингсфюрст (1816 – 1891).
Той умира неженен на 30 май 1967 г. на 81 години в Донцдорф, Баден-Вюртемберг.